# Federico Cartabia
Federico Nicolás Cartabia (Rosario, 20 gennaio 1993) è un calciatore argentino con passaporto italiano, centrocampista o ala dello Shabab Al-Ahli.

## Caratteristiche tecniche
Ala sinistra mancina, può giocare anche come trequartista o come ala destra. È un centrocampista mobile e veloce, adatto quindi alle due fasi, in particolare per quella offensiva è dotato di una buona visione di gioco. Possiede inoltre un tiro potente e una tecnica apprezzabile.
Nel 2013 è stato inserito nella lista Don Balón includente i migliori giocatori nati dopo il 1992.

## Carriera

### Club
Prodotto della cantera valenciana, nella quale è arrivato a 13 anni, esordisce il 26 agosto 2012 con il Valencia B contro il Gimnàstic (1-1), in Segunda División B. Il 4 novembre realizza su rigore la sua prima rete nella sfida contro il Constància (0-2) e il 3 marzo 2013 mette a segno una tripletta ai danni del Prat (4-1). Termina la stagione con 7 reti in 30 giornate di campionato.
Promosso in prima squadra durante il precampionato, grazie ad alcune buone prestazioni nelle amichevoli, rinnova con il club spagnolo fino al 2017, inserendo nel contratto una clausola di 20 milioni di euro.
Il 17 agosto esordisce in campionato partendo da titolare contro il Málaga (1-0). Il 19 settembre Cartabia fa il suo debutto nelle competizioni internazionali giocando la partita di UEFA Europa League contro lo Swansea City (0-3): a causa dell'espulsione del compagno Adil Rami nei primi minuti di gioco, l'allenatore Miroslav Đukić opta per sostituire l'argentino al posto del difensore Ricardo Costa. Si rifà il 24 ottobre siglando il primo gol con la casacca dei Che. Concluderà la partita con una doppietta al San Gallo nel 5-1 finale.

### Nazionale
Chiamato a degli allenamenti con la nazionale Under-19 di calcio della Spagna, ha rifiutato per la sua volontà di giocare con la maglia dell'albiceleste, realizzata in occasione del campionato sudamericano Under-20 del 2013, per il quale è stato convocato da Marcelo Trobbiani.

## Statistiche

### Presenze e reti nei club
Statistiche aggiornate al 24 agosto 2021.
| Stagione         | Squadra             | Campionato       | Campionato | Campionato | Coppe nazionali | Coppe nazionali | Coppe nazionali | Coppe internazionali | Coppe internazionali | Coppe internazionali | Altre coppe | Altre coppe | Altre coppe | Totale | Totale |
| Stagione         | Squadra             | Comp             | Pres       | Reti       | Comp            | Pres            | Reti            | Comp                 | Pres                 | Reti                 | Comp        | Pres        | Reti        | Pres   | Reti   |
| ---------------- | ------------------- | ---------------- | ---------- | ---------- | --------------- | --------------- | --------------- | -------------------- | -------------------- | -------------------- | ----------- | ----------- | ----------- | ------ | ------ |
| 2012-2013        | Valencia Mestalla   | SDB              | 15         | 2          | -               | -               | -               | -                    | -                    | -                    | -           | -           | -           | 15     | 2      |
| 2013-2014        | Valencia            | PD               | 25         | 0          | CR              | 3               | 0               | UEL                  | 12                   | 3                    | -           | -           | -           | 40     | 3      |
| 2014-2015        | Cordoba             | PD               | 30         | 4          | CR              | 0               | 0               | -                    | -                    | -                    | -           | -           | -           | 30     | 4      |
| 2015-2016        | Deportivo La Coruña | PD               | 26         | 3          | CR              | 3               | 1               | -                    | -                    | -                    | -           | -           | -           | 29     | 4      |
| 2016-2017        | Valencia            | PD               | 4          | 0          | CR              | 2               | 0               | -                    | -                    | -                    | -           | -           | -           | 6      | 0      |
| gen. 2017        | Braga               | PL               | 11         | 3          | CP              | 0               | 0               | UEL                  | -                    | -                    | -           | -           | -           | 11     | 3      |
| 2017-2018        | Deportivo La Coruña | PD               | 20         | 2          | CR              | 0               | 0               | -                    | -                    | -                    | -           | -           | -           | 20     | 2      |
| 2018-2019        | Deportivo La Coruña | SD               | 30+4       | 2+1        | CR              | 1               | 1               | -                    | -                    | -                    | -           | -           | -           | 35     | 4      |
| Totale Deportivo | Totale Deportivo    | Totale Deportivo | 76+4       | 7+1        |                 | 4               | 2               |                      | -                    | -                    |             | -           | -           | 84     | 10     |
| 2019-2020        | Shabab Al-Ahli      | UAE              | 15         | 4          | -               | -               | -               | AFC                  | 2                    | 0                    | -           | -           | -           | 17     | 4      |
| 2020-2021        | Shabab Al-Ahli      | UAE              | 13         | 2          | UAE LC          | 6               | 4               | UAE SC               | 1                    | 0                    | -           | -           | -           | 20     | 6      |
| Totale carriera  | Totale carriera     | Totale carriera  | 189+4      | 22+1       |                 | 19              | 8               |                      | 15                   | 3                    |             | -           | -           | 223    | 32     |

## Palmarès
- Supercoppa degli Emirati Arabi Uniti: 3

Shabab Al-Ahli: 2020, 2023, 2024
- Coppa di Lega (Emirati Arabi Uniti): 1

Shabab Al-Ahli: 2020-2021
- Campionato emiratino: 2

Shabab Al-Ahli: 2022-2023, 2024-2025